# Колюшки (гміна)
Гміна Колюшкі (пол. Gmina Koluszki) — місько-сільська гміна у центральній Польщі. Належить до Лодзький-Східного повіту Лодзинського воєводства.
Станом на 31 грудня 2011 у гміні проживало 23632 особи.

## Площа
Згідно з даними за 2007 рік площа гміни становила 157.18 км², у тому числі:
- орні землі: 51.00%
- ліси: 40.00%

Таким чином, площа гміни становить 31.48% площі повіту.

## Населення
Станом на 31 грудня 2011:
| Опис     | Загалом | Загалом | Чоловіки | Чоловіки | Жінки | Жінки |
| -------- | ------- | ------- | -------- | -------- | ----- | ----- |
| одиниця  | осіб    | %       | осіб     | %        | осіб  | %     |
| все      | 23632   | 100     | 11256    | 47.63    | 12376 | 52.37 |
| міське   | 13546   | 100     | 6392     | 47.19    | 7154  | 52.81 |
| сільське | 10086   | 100     | 4864     | 48.23    | 5222  | 51.77 |

## Сусідні гміни
Гміна Колюшкі межує з такими гмінами: Андресполь, Бжезіни, Бруйце, Будзішевіце, Єжув, Желехлінек, Роґув, Рокіцини.